# Quissanga (distrito)

localização do distrito de Quissanga em Moçambique

Quissanga é um distrito da província de Cabo Delgado, em Moçambique, com sede na vila de Quissanga. Tem limite, a norte com o distrito de Macomia, a oeste com os distritos de Meluco e Ancuabe, a sul com o distrito de Metuge e a leste com o Oceano Índico, onde se encontra o distrito insular de Ibo.
O distrito inclui duas importantes ilhas do arquipélago das Quirimbas: Mefunvo (ou M'funvo) e Quisiva.

## Demografia
Em 2007, o Censo indicou uma população de 37 771. Com uma área de 2061  km², a densidade populacional chegava aos 18,33 habitantes por km².
De acordo com o Censo de 1997, o distrito tem 34 328 habitantes, daqui resultando uma densidade populacional de 16,7 habitantes por km².

## Divisão administrativa
O distrito está dividido em três postos administrativos (Bilibiza, Mahate e Quissanga), compostos pelas seguintes localidades:
- Posto Administrativo de Bilibiza:
  - Bilibiza
  - Ntapuate, e
  - Tororo
- Posto Administrativo de Mahate:
  - Cagembe
  - Mahate, e
  - Namaluco
- Posto Administrativo de Quissanga:
  - Quissanga